# Koga Satoshi
Satoshi Koga (sinh ngày 12 tháng 2 năm 1970) là một cầu thủ bóng đá người Nhật Bản.

## Sự nghiệp câu lạc bộ
Satoshi Koga đã từng chơi cho Kashima Antlers, Brummell Sendai và Sanfrecce Hiroshima.

## Thống kê câu lạc bộ

### J.League
| Đội                 | Năm       | J.League | J.League | J.League Cup | J.League Cup | Tổng cộng | Tổng cộng |
| Đội                 | Năm       | Trận     | Bàn      | Trận         | Bàn          | Trận      | Bàn       |
| ------------------- | --------- | -------- | -------- | ------------ | ------------ | --------- | --------- |
| Kashima Antlers     | 1992      | -        | -        | 5            | 0            | 5         | 0         |
| Kashima Antlers     | 1993      | 15       | 1        | 5            | 0            | 20        | 1         |
| Kashima Antlers     | 1994      | 0        | 0        | 0            | 0            | 0         | 0         |
| Kashima Antlers     | 1995      | 15       | 1        | -            | -            | 15        | 1         |
| Kashima Antlers     | 1996      | 0        | 0        | 0            | 0            | 0         | 0         |
| Sanfrecce Hiroshima | 1998      | 13       | 0        | 2            | 0            | 15        | 0         |
| Sanfrecce Hiroshima | 1999      | 6        | 0        | 4            | 0            | 10        | 0         |
| Sanfrecce Hiroshima | 2000      | 16       | 0        | 2            | 0            | 18        | 0         |
| Tổng cộng           | Tổng cộng | 65       | 2        | 18           | 0            | 83        | 2         |